# 矢澤喜代美
矢澤 喜代美（やざわ きよみ、1980年1月8日 - ）は、日本の女性声優、ナレーター。東京俳優生活協同組合所属。神奈川県出身。

## 経歴
学習院大学文学部日本語日本文学科卒。日本ナレーション演技研究所を経て、俳協ボイスアクターズスタジオ第26期生（同期に蒼井里紗）。

## 人物
左利き。

## 出演
太字はメインキャラクター。

### テレビアニメ
- Ergo Proxy（ドゥルーズ）
- カイバ（センナ）
- 銀魂（遊女B）
- クレヨンしんちゃん（げんのすけ）
- ささめきこと（母親）
- じょしらく（ナレーション）
- スカイガールズ（おばさん）
- 電脳コイル（少年A）
- バンブーブレード（横尾摩耶、鞘子の弟）
- BLOOD+
- 遊☆戯☆王デュエルモンスターズ（海馬瀬人〈幼少期〉、神官セト〈幼少期〉）
- ロザリオとバンパイア（校内放送）

### OVA
- FREEDOM（ムーンシャインメンバー）

### ゲーム
- GetBackers-奪還屋-（2001年、風鳥院花月）
- スターオーシャン2 Second Evolution（2008年、サディケル）
- 幻想水滸伝ティアクライス（2008年、アーニャ、サーヴィラ、セレン）
- バンブーブレード 〜"それから"の挑戦〜（2009年、横尾摩耶）
- STAR OCEAN THE SECOND STORY R（2023年、サディケル[4]）

### ドラマCD
- 銀河拳獣無宿伝リュウ（チャァミィ）
- バンブーブレード「紅盤」（横尾摩耶）

### ラジオ
- ラジオドラマ
  - VOMIC 桜姫華伝（淡海）
  - VOMIC 朝霧雪伝（淡海）

### 吹き替え
- CSI:ニューヨーク
- CSI:マイアミ
- シンデレラマン
- プッシング・デイジー 〜恋するパイメーカー〜
- 黙示録2009 合衆国大炎上

### ナレーション
- レディス4